# Bücken
Bücken là một đô thị ở huyện huyện Nienburg, trong bang Niedersachsen, nước Đức. Đô thị Bücken có diện tích 32 km².
Các khu phố:
- Altenbücken
- Bücken
- Calle
- Dedendorf
- Duddenhausen

## Người địa phương nổi bật
- Georg Dietrich Leyding, 1664-1710, nhà soạn nhạc
- Carl Koldewey, 1837-1908, nhà thám hiểm Bắc Cực